# Carex prolixa
Carex prolixa är en halvgräsart som beskrevs av Elias Fries. Carex prolixa ingår i släktet starrar, och familjen halvgräs. Inga underarter finns listade i Catalogue of Life.